# Wyborcza Akcja Katolicka
Die Wyborcza Akcja Katolicka (WAK, dt. Katholische Wahlaktion) war ein polnisches Wahlbündnis zur ersten vollständig freien Parlamentswahl im Oktober 1991.
Das Wahlbündnis wurde von der Zjednoczenie Chrześcijańsko-Narodowe (ZChN) und der Akcja Poselska (AP) gebildet. Beide Parteien verband eine christlich-demokratische und konservativ-nationale Programmatik. Das Wahlbündnis erreichte bei der Wahl zum Sejm 8,7 % der Stimmen und 49 Mandate. Bei der gleichzeitigen Wahl zum Senat der Republik Polen wurden neun Kandidaten der WAK gewählt.
Der auf dem Wahlvorschlag der WAK gewählte ZChN-Vorsitzende Wiesław Chrzanowski wurde am 25. November 1991 zum Sejmmarschall gewählt.